# Anasaitis
Anasaitis là một chi nhện trong họ Salticidae.
- Anasaitis adorabilis Zhang & Maddison, 2012 – Hispaniola
- Anasaitis arcuata (Franganillo, 1930) – Cuba
- Anasaitis banksi (Roewer, 1951) – Hispaniola, Puerto Rico
- Anasaitis brunnea Zhang & Maddison, 2012 – Hispaniola
- Anasaitis canalis (Chamberlin, 1925) – Panama
- Anasaitis canosa (Walckenaer, 1837) – USA, Cuba
- Anasaitis cubana (Roewer, 1951) – Cuba
- Anasaitis decoris Bryant, 1950 – Jamaica
- Anasaitis elegantissima (Simon, 1888) – Hispaniola
- Anasaitis emertoni (Bryant, 1940) – Cuba
- Anasaitis gloriae (Petrunkevitch, 1930) – Puerto Rico
- Anasaitis hebetata Zhang & Maddison, 2012 – Hispaniola
- Anasaitis laxa Zhang & Maddison, 2012 – Hispaniola
- Anasaitis locuples (Simon, 1888) – Hispaniola
- Anasaitis morgani (Peckham & Peckham, 1901)T – Jamaica, Hispaniola
- Anasaitis peckhami (Petrunkevitch, 1914) – Dominica
- Anasaitis perplexa (Peckham & Peckham, 1901) – Jamaica, Hispaniola
- Anasaitis placida (Bryant, 1947) – Mona Is.
- Anasaitis scintilla Bryant, 1950 – Jamaica
- Anasaitis squamata (Bryant, 1940) – Cuba
- Anasaitis venatoria (Peckham & Peckham, 1901) – Jamaica